# Тодірешть (Васлуй)
Тодірешть, Тодірешті (рум. Todirești) — село у повіті Васлуй в Румунії. Входить до складу комуни Тодірешть.
Село розташоване на відстані 285 км на північ від Бухареста, 35 км на північний захід від Васлуя, 38 км на південний захід від Ясс.

## Населення
За даними перепису населення 2002 року у селі проживали 972 особи, усі — румуни. Усі жителі села рідною мовою назвали румунську.